# یدوبنزن دی‌کلرید
یدوبنزن دی‌کلرید (به انگلیسی: Iodobenzene dichloride) یک ترکیب شیمیایی است. شکل ظاهری این ترکیب، جامد زرد است.